# Thizy-les-Bourgs
Thizy-les-Bourgs es una comuna francesa situada en el departamento de Ródano, de la región de Auvernia-Ródano-Alpes. Es la cabecera (bureau centralisateur en francés) y mayor población del cantón de su nombre.

## Historia
Fue creada el 1 de enero de 2013, como una comuna nueva, en aplicación de una resolución del prefecto de Ródano de 29 de octubre de 2012 con la unión de las comunas de Bourg-de-Thizy, La Chapelle-de-Mardore, Mardore, Marnand y Thizy, pasando a estar el ayuntamiento en la antigua comuna de Bourg-de-Thizy.

## Demografía
| Gráfica de evolución demográfica de Thizy-les-Bourgs entre 1800 y 2020 |
|                                                                        |

Los datos entre 1800 y 2013 son el resultado de sumar los parciales de las cinco comunas que forman la nueva comuna de Thizy-les-Bourgs, cuyos datos se han cogido de 1800 a 1999, para las comunas de Bourg-de-Thizy, La Chapelle-de-Mardore, Mardore, Marnand y Thizy de la página francesa EHESS/Cassini. Los demás datos se han cogido de la página del INSEE.

## Composición
| Comuna delegada        | Código INSEE | Población   | Superficie (km²) | Densidad (hab./km²) |
| ---------------------- | ------------ | ----------- | ---------------- | ------------------- |
| Bourg-de-Thizy         | 69025        | 2604 (2006) | 14.49            | 180                 |
| La Chapelle-de-Mardore | 69041        | 207 (2008)  | 5.79             | 36                  |
| Mardore                | 69128        | 518 (2010)  | 13.47            | 38                  |
| Marnand                | 69129        | 617 (2010)  | 8.75             | 71                  |
| Thizy                  | 69248        | 2456 (2011) | 1.94             | 1266                |